# 베이징 궈안
베이징 궈안(중국어 간체자: 北京国安, 정체자: 北京國安, 병음: Běijīng Guó'ān)은 중화인민공화국 베이징시를 연고로 하는 축구 클럽이다. 현재 중국 슈퍼리그에 참가하고 있다.

## 역사
1992년에 창단되어 중화인민공화국의 금융기업인 'CITIC'와 '베이징시 스포츠 위원회'가 팀을 만들었다. 1995년에 중국 축구 갑급 리그에서 준우승과 1996년 ~ 1997년, 2003년에 중국 FA컵을 우승했고, 리그 우승 팀과 중화인민공화국 FA컵 우승 팀이 겨루는 슈퍼컵에서 2번 우승했다. 2003년 베이징 현대자동차가 스폰서십 계약을 맺으면서 클럽 명칭도 잠시 베이징 현대로 바뀐 적이 있었다. 이 계약이 2006년에 끝나면서 클럽 명칭도 원래 이름인 베이징 궈안으로 돌아왔다. 2023년 AFC 아시안컵 개최로 베이징 노동자 경기장이 철거된 이후 재건축 공사에 들어가기 때문에, 축구팀의 홈경기는 당분간 베이징 올림픽 체육중심체육장에서 시행될 것이다.
2020년 12월 15일 중국축구협회는 2021년 슈퍼리그부터 구단이름에 기업이름을 제거 하라고하여, 구단이름이 베이징 중허 궈안에서 베이징궈안으로 변경되었다.

## 클럽 문화

### 클럽 마스코트
베이징 궈안의 마스코트의 이름은 '베이징 사자'로, 왼손에는 축구공을 들고 있으며 오른손 엄지손가락을 위로 든 채로 '최고'라는 표시를 하고 있다.

### 클럽송
베이징 궈안 팀의 노래는 베이징 궈안의 공식 팀가이며 중화인민공화국의 축구 역사상 처음으로 나온 공식 팀가이다. 1995년에 등장한 이후 10년 이상 널리 불리고 있다. 베이징 궈안의 대표적인 팀 문화이다.

## 라이벌

### 차이나 더비
베이징 궈안과 상하이 선화는 모두 중화인민공화국의 중심적인 대도시로서 서로의 자부심을 갖고 있다. 그래서 이 두 도시는 축구에서도 열띤 경쟁을 벌이고 '차이나 더비'로도 불린다.
1994년 베이징 궈안은 갑A리그에서 우승을 거의 눈앞에 두고 있었지만 상하이 선화에 각각 3:4과 1:5로 패했다.
1997년 베이징 궈안은 상하이 선화에게 복수를 했다. 원정 경기에서 1:5라는 점수로 패배한 이후 베이징 궈안은 상하이 선화를 9:1로 리그 사상 최대 점수 차로 승리한다. 이 기록은 아직도 리그 최대 차 점수 기록으로 남아있다.
2007년 리그에서 베이징 궈안은 상하이 선화를 상대로 9승 8무 11패라는 전적을 갖고 있다. 물론 열세이기는 하지만 원정 경기에서 이기거나 패하는 경우가 대부분이다.

## 선수단 및 코칭스태프

### 현재 선수단
2025시즌 2월 18일 기준

참고: FIFA 자격 규정에 따라 소속된 국가대표팀 국기를 표시합니다. 선수는 복수의 FIFA 비회원국 국적을 가지고 있을 수 있습니다.
| 번호 | 포지션 | 국적 | 이름            |
| ---- | ------ | ---- | --------------- |
| 1    | GK     | 중국 | 한지아치        |
| 3    | DF     | 중국 | 헤유펭          |
| 4    | DF     | 중국 | 리레이          |
| 6    | MF     | 중국 | 지충국          |
| 7    | MF     | 중국 | 싸이얼지니아오  |
| 9    | FW     | 중국 | 장위닝          |
| 10   | MF     | 중국 | 장시저          |
| 16   | DF     | 중국 | 펑보수안        |
| 18   | DF     | 중국 | 팡하오          |
| 19   | MF     | 중국 | 네비잔 무흐메트 |
| 20   | DF     | 중국 | 왕지밍          |

| 번호 | 포지션 | 국적   | 이름            |
| ---- | ------ | ------ | --------------- |
| 26   | DF     | 중국   | 바이양          |
| 28   | MF     | 중국   | 리루이웨        |
| 29   | FW     | 앙골라 | 파비우 아브레우 |
| 30   | DF     | 중국   | 판솽지에        |
| 33   | GK     | 중국   | 누렐리 아바스   |

### 코칭 스태프
| 직책        | 스태프             |
| ----------- | ------------------ |
| 감독        | 키케 세티엔        |
| 수석코치    |                    |
| 골키퍼 코치 |                    |
| 체력코치    |                    |
| 팀 닥터     | 슈앙인 왕카이 장양 |

### 역대 감독
| 감독              | 임기      |
| ----------------- | --------- |
| 륩코 페트로비치   | 2002~2003 |
| 이장수            | 2007~2009 |
| 자이므 파셰쿠     | 2011~2012 |
| 그레고리오 만사노 | 2014~2015 |
| 알베르토 자케로니 | 2016      |
| 로거 슈미트       | 2017~2019 |
| 브뤼노 제네시오   | 2019~2021 |
| 슬라벤 빌리치     | 2021~2022 |
| 스탄러이 멘조     | 2022~2023 |
| 히카르두 소아레스 | 2023~2024 |
| 키케 세티엔       | 2024 ~    |

## 우승 경력
- 중국 슈퍼리그

우승(1): 2009
- 중국 FA컵

우승 (5): 1985, 1996, 1997, 2003, 2018
- 중국 FA 슈퍼컵

우승 (2): 1997, 2003

## 역대 기록

### 갑(甲)A리그 시즌 기록
| 연도 | 순위 | 경기수 | 승 | 무 | 패 | 득점 | 실점 | 승점 |
| ---- | ---- | ------ | -- | -- | -- | ---- | ---- | ---- |
| 1994 | 8    | 22     | 7  | 8  | 7  | 42   | 34   | 22   |
| 1995 | 2    | 22     | 12 | 6  | 4  | 36   | 20   | 42   |
| 1996 | 4    | 22     | 9  | 6  | 7  | 30   | 25   | 33   |
| 1997 | 3    | 22     | 8  | 10 | 4  | 34   | 20   | 34   |
| 1998 | 3    | 26     | 10 | 13 | 3  | 32   | 19   | 43   |
| 1999 | 6    | 26     | 9  | 8  | 9  | 38   | 25   | 35   |
| 2000 | 6    | 26     | 9  | 8  | 9  | 38   | 31   | 35   |
| 2001 | 8    | 26     | 9  | 6  | 11 | 30   | 33   | 33   |
| 2002 | 3    | 28     | 15 | 7  | 6  | 49   | 29   | 52   |
| 2003 | 9    | 28     | 9  | 9  | 10 | 34   | 26   | 36   |

### 중국 슈퍼리그 시즌 기록
| 연도 | 순위 | 경기수 | 승 | 무 | 패 | 득점 | 실점 | 승점 |
| ---- | ---- | ------ | -- | -- | -- | ---- | ---- | ---- |
| 2004 | 7    | 22     | 8  | 7  | 7  | 35   | 33   | 28   |
| 2005 | 6    | 26     | 12 | 4  | 10 | 46   | 32   | 40   |
| 2006 | 3    | 28     | 13 | 10 | 5  | 27   | 16   | 49   |
| 2007 | 2    | 28     | 15 | 9  | 4  | 45   | 19   | 54   |
| 2008 | 3    | 30     | 16 | 10 | 4  | 44   | 27   | 58   |
| 2009 | 1    | 30     | 13 | 12 | 5  | 48   | 28   | 51   |
| 2010 | 5    | 30     | 12 | 10 | 8  | 35   | 29   | 46   |
| 2011 | 2    | 30     | 14 | 11 | 5  | 49   | 21   | 53   |